# Luca Cadalora

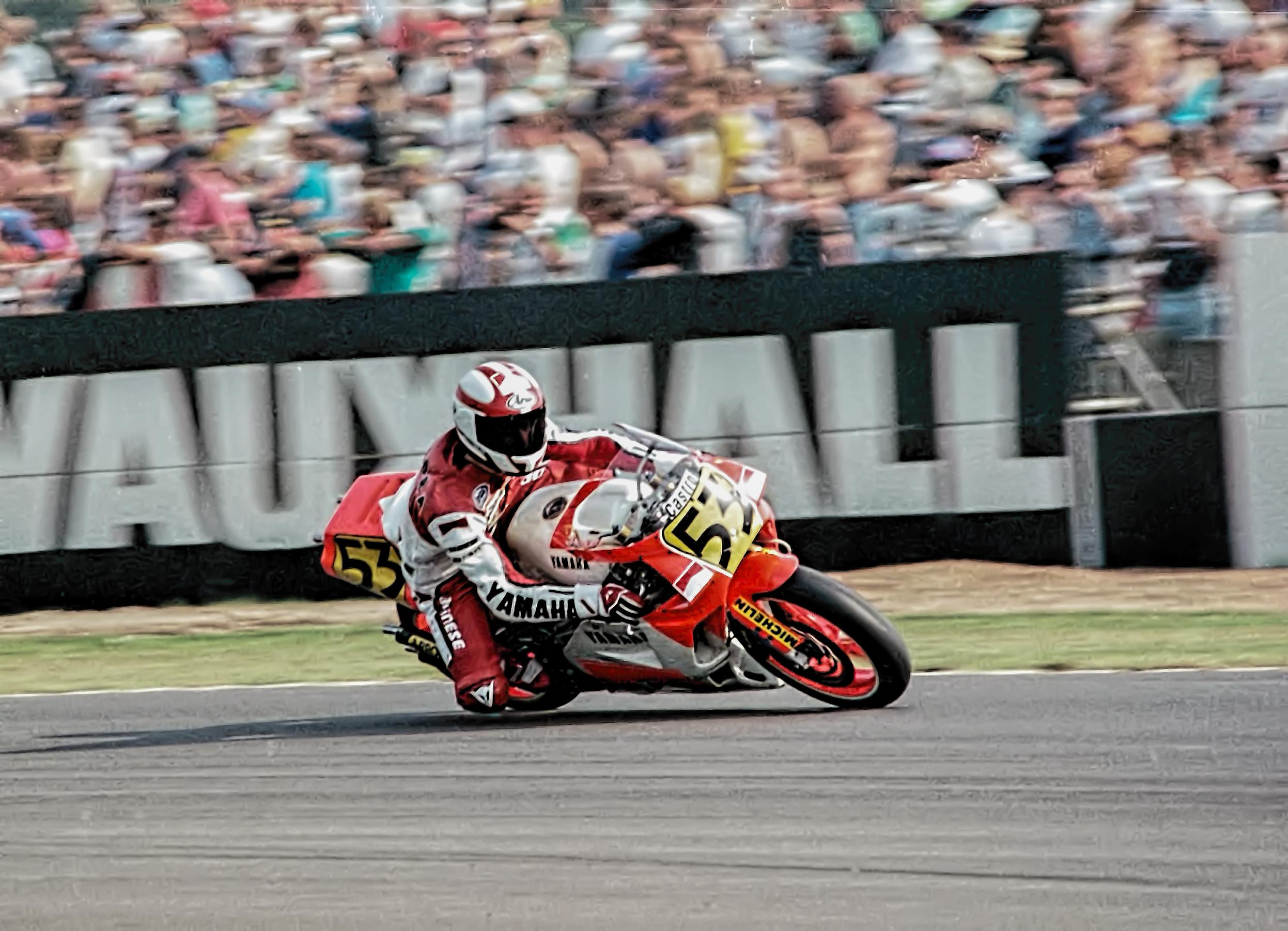
Cadalora 1989 auf Yamaha beim Grand Prix von Großbritannien

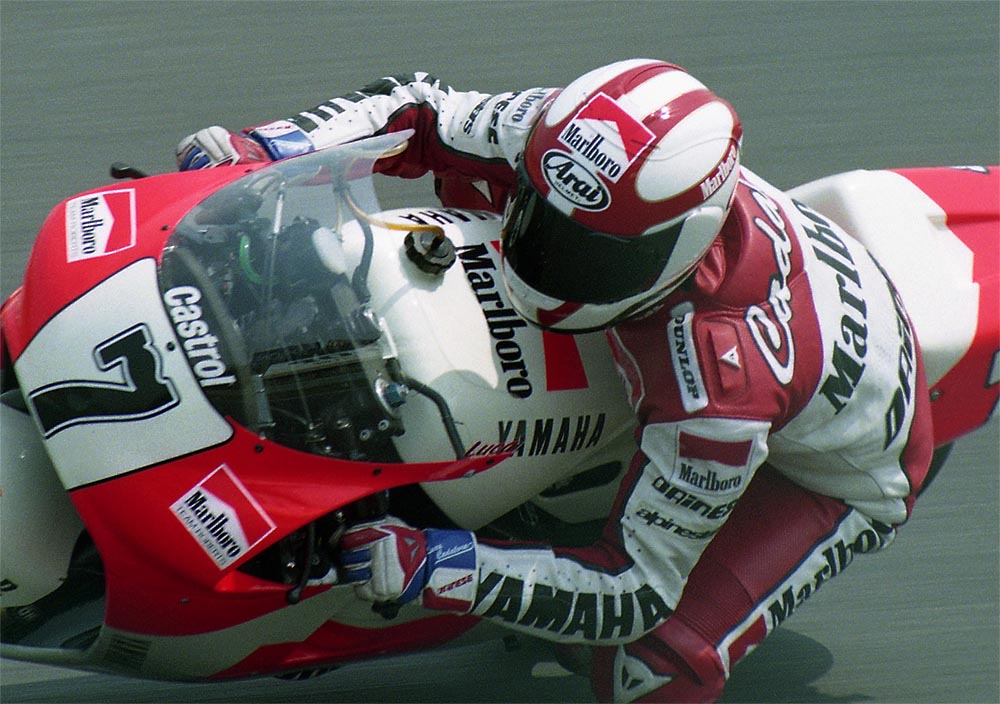
Cadalora 1993 auf Yamaha beim Grand Prix von Japan

Luca Cadalora (* 17. Mai 1963 in Modena, Emilia-Romagna, Italien) ist ein ehemaliger italienischer Motorradrennfahrer.
In seiner Karriere bestritt er 195 Grand-Prix-Rennen in der Motorrad-Weltmeisterschaft und errang 34 Siege, 72 Podestplätze, 29 Pole-Positions sowie 30 Schnellste Rennrunden. 1986 wurde er auf Garelli Weltmeister in der Klasse bis 125 cm³. Danach gewann er 1991 und 1992 den Weltmeistertitel auf Honda in der 250-cm³-Klasse.

## Erfolge
- 1986 – 125-cm³-Weltmeister auf Garelli
- 1986 – Italienischer 125-cm³-Meister auf Garelli
- 1988 – Italienischer 250-cm³-Meister auf Yamaha
- 1989 – Italienischer 250-cm³-Meister auf Yamaha
- 1990 – Italienischer 250-cm³-Meister auf Yamaha
- 1991 – 250-cm³-Weltmeister auf Honda
- 1992 – 250-cm³-Weltmeister auf Honda
- 1994 – 500-cm³-Vize-Weltmeister auf Yamaha
- 34 Grand-Prix-Siege